# Jordan Graham
Jordan Graham (Coventry, 5 de março de 1995) é um futebolista profissional inglês que atua como meia.

## Carreira
Jordan Graham começou a carreira no Wolverhampton Wanderers.